# EML Ugandi
Pour les autres navires portant le même nom, voir HMS Bridport
Le EML Ugandi est un navire de classe Sandown commandé par la marine estonienne en 2009. L'Ugandi est un ancien navire de la Royal Navy britannique, le HMS Bridport.
Le navire est le troisième et dernier navire de classe Sandown à rejoindre la marine estonienne après son programme de modernisation des navires de lutte contre les mines. Il porte le nom de l'ancien comté estonien d'Ugandi.

## Historique
Le Bridport est construit Vosper Thornycroft comme l'un des 12 navires chasseurs de mines de la classe Sandown.
En juillet 2004, le ministère britannique de la Défense annonce que dans le cadre de la restructuration de la marine, les deux chasseurs de mines les plus anciens et un autre de classe Sandown seraient mis à la retraite d'ici avril 2005. Le Bridport est retiré du service et mis en attente d'un acheteur ou d'une future destruction. En septembre 2006, l'Estonie signe un contrat pour acquérir les trois navires.
L'ancien HMS Bridport est modernisé et révisé à Rosyth. Le projet est lancé plus tôt que prévu. Le 22 janvier 2009, le drapeau de la marine estonienne est hissé sur le navire, ce dernier est alors nommé ENS Ugandi lors d'une cérémonie au chantier naval de Rosyth. Il atteint l'Estonie le 24 février 2009, jour de l'indépendance de l'Estonie, sous le commandement du lieutenant de vaisseau Marek Mardo. Depuis le 28 octobre 2012, le navire porte les armoiries d'Otepää.
Entre 2012 et 2013, les trois générateurs Perkins CV8 du navire sont remplacés par des générateurs SDMO V300. Le 30 août 2013, le lieutenant de vaisseau Marek Mardo devient le commandant du navire, en remplacement du lieutenant Villu Klesmann, qui en était le commandant depuis 2009. Le 17 décembre 2018, le lieutenant de vaisseau Martin Aeltermann remplace le lieutenant Jaanus Pulk-Piatkowski en tant que commandant du navire. Le navire passe par un programme de modernisation l'année suivante.

## Caractéristiques
Le navire transporte des plongeurs démineurs et des systèmes d'élimination des mines télécommandés. Contrairement aux navires de la classe Lindau (en) précédente, le navire est construit en plastique renforcé de verre pour réduire sa signature magnétique. D'autres parties du navire sont construites à partir de métaux non ferreux pour la même raison. Il est propulsé par des hélices Voith Schneider et est très maniables grâce à deux propulseurs d'étrave qui donnent un avantage lors du travail avec des mines. Il diffère des deux précédents navires de classe Sandown livrés à la marine estonienne, car il est équipé d'un système de canon ZU-23-2. et d'un sonar à balayage latéral Klein 5000.
La devise du navire est en latin est Semper Ante. Le blason a été conçu par Priit Herodes.